# Cerens
|  | No s'ha de confondre amb Ceresos. |

Els cerens (llatí Caereni) foren un poble celta de Britànnia esmentat per Claudi Ptolemeu, que vivien a l'est dels Carnonaques i a l'oest del Cornovis, és a dir al nord-est de l'actual Sutherland.